# Jardines del castillo de Rosenborg
Los jardines del castillo de Rosenborg (en danés: Kongens Have, literalmente jardín del Rey) son el parque más antiguo y visitado del centro de Copenhague (Dinamarca). Creado a principios del siglo XVII como jardines privados del castillo de Rosenborg del rey Christian IV, el parque contiene también otros edificios históricos, como el cuartel de Rosenborg, sede de la guardia Real, así como un elevado número de estatuas y monumentos. En el parque también se celebran exposiciones de arte y otros eventos, como conciertos en verano.

## Historia

### Los jardines del Renacimiento

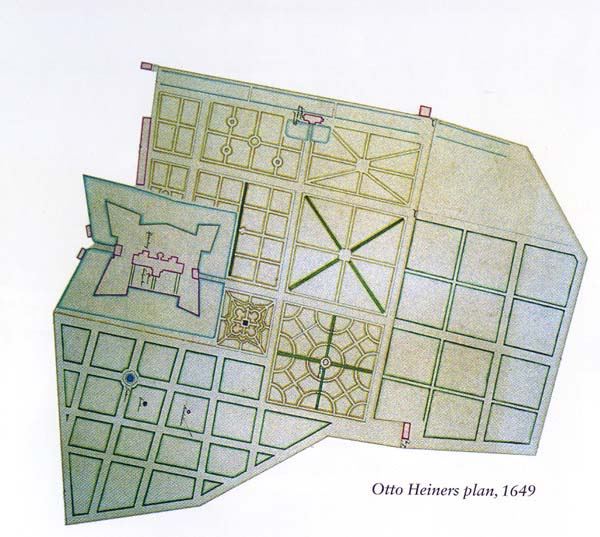
Plano de Otto Heider de 1649

La historia del parque se remonta a 1606, cuando el rey Cristián IV adquirió un terreno a las afueras de la rampa Este de Copenhague y estableció un jardín de recreo de estilo renacentista que también suministraba frutas, verduras y flores para la casa real en el castillo de Copenhague. El jardín contaba con un pabellón relativamente pequeño que más tarde se amplió en el actual castillo de Rosenborg, terminado en 1624. En 1634, Charles Ogier, secretario del embajador francés en Dinamarca, comparó los jardines con el Jardín de las Tullerías de París. Un dibujo de Otto Heider de 1649, el plano de jardín más antiguo fechado en Dinamarca, permite conocer la disposición del jardín original. El jardín contaba con un pabellón, estatuas, una fuente y otros elementos. Sus plantas incluían moras, vides, manzanas, peras y lavanda.

### Los jardines barrocos

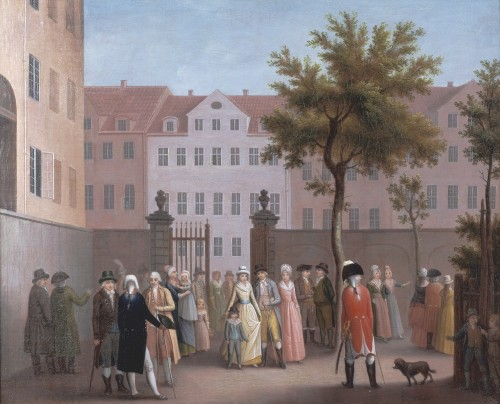
Entrada a los jardines de Rosenborg en 1780

Más adelante, a medida que las modas cambiaban, el jardín fue rediseñado. Un plano del jardín de 1669 muestra un laberinto de jardín, una característica típica del jardín barroco. Tenía un intrincado sistema de caminos que conducían a un espacio central con una casa de verano octogonal en su centro. A partir de 1710, cuando se construyó el palacio de Frederiksberg, el castillo de Rosenborg, así como sus jardines, fueron abandonados en gran medida por la familia real y los jardines se abrieron al público.
Johan Cornelius Krieger fue nombrado jardinero del invernadero en 1711 y, tras convertirse en jardinero jefe en 1721, rediseñó el jardín en estilo barroco.

## Diseño

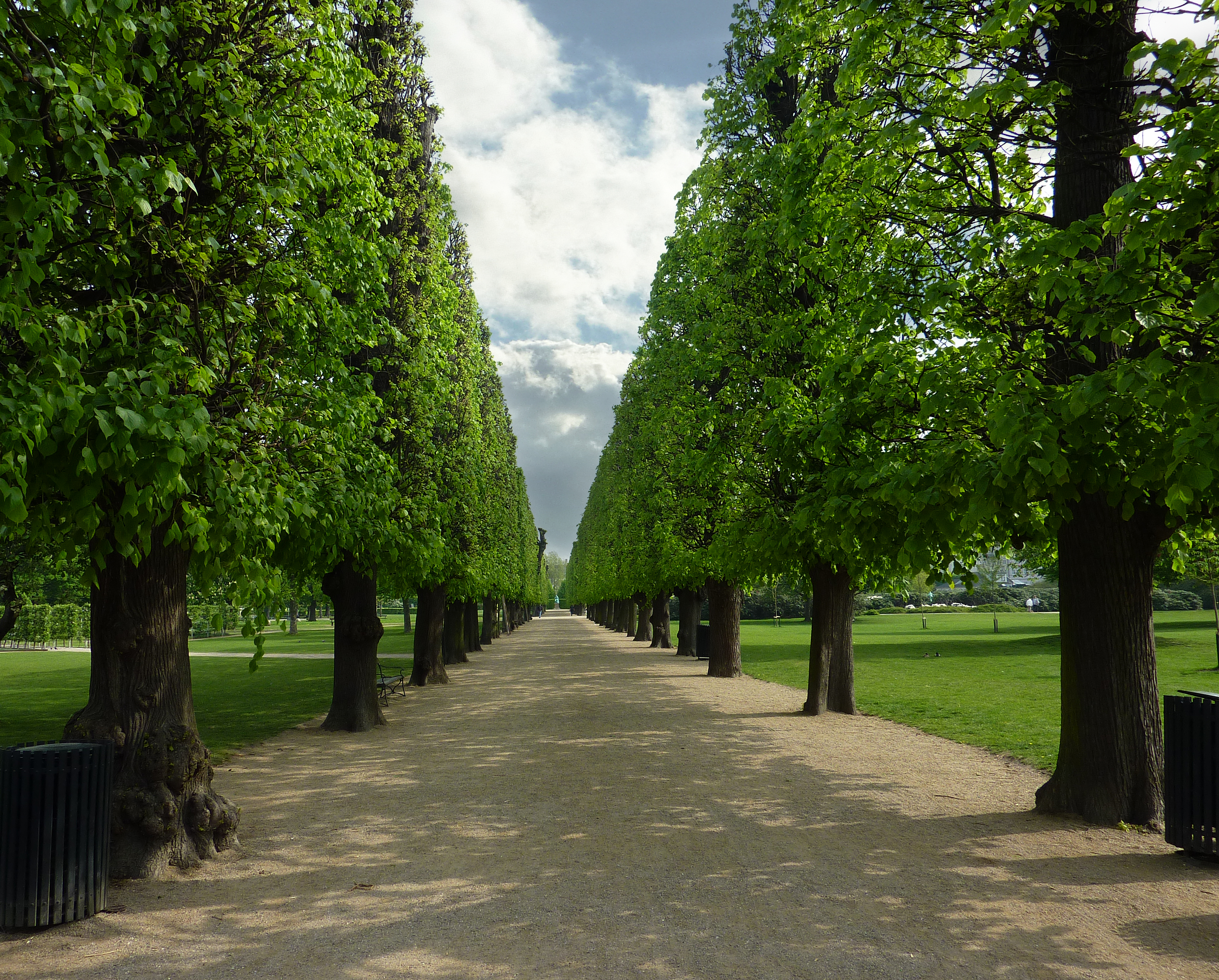
una de las avenidas

Este parque de 12 hectáreas está delimitado por las calles Gothersgade, Øster Voldgade, Sølvgade y Kronprinsessegade. El castillo de Rosenborg se encuentra en la parte noroeste del parque y está rodeado por un foso en tres de sus lados. Las dos entradas principales son la puerta del Rey, en la esquina de Gothersgade y Kronprinsessegade, y la Puerta de la Reina, en la esquina de Øster Voldgade y Sølvgade. También hay otras cuatro entradas al parque.

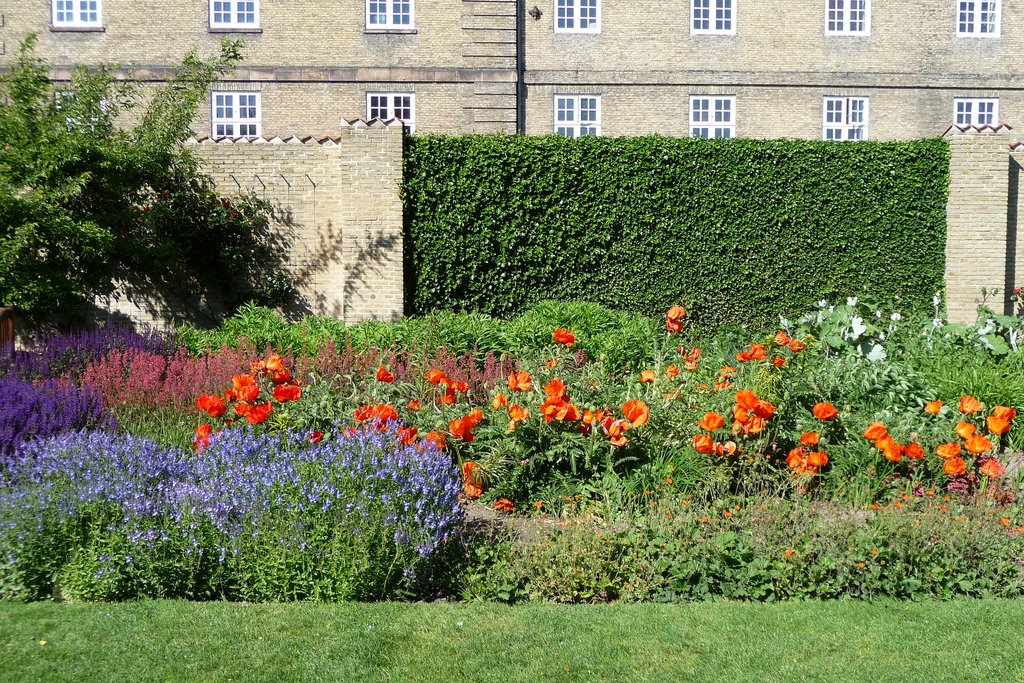
Una de las avenidas

Un rasgo dominante del paisaje son las dos avenidas diagonales de tilos que se cruzan cerca del centro del parque y que se conocen como el camino del caballero (danés: Kavalergangen) y el camino de la dama (danés: Damegangen), mientras que el resto de los caminos están dispuestos en forma de cuadrícula. Las avenidas arboladas se plantaron como parte del jardín barroco de Krieger, pero la red de caminos subyacente puede verse en el plano de Heiders de 1649.
Entre las secciones especiales se encuentran el jardín de plantas perennes frente a la muralla a lo largo de Sølvgade y el jardín de rosas.

## Edificios

### Cuartel de Rosenborg

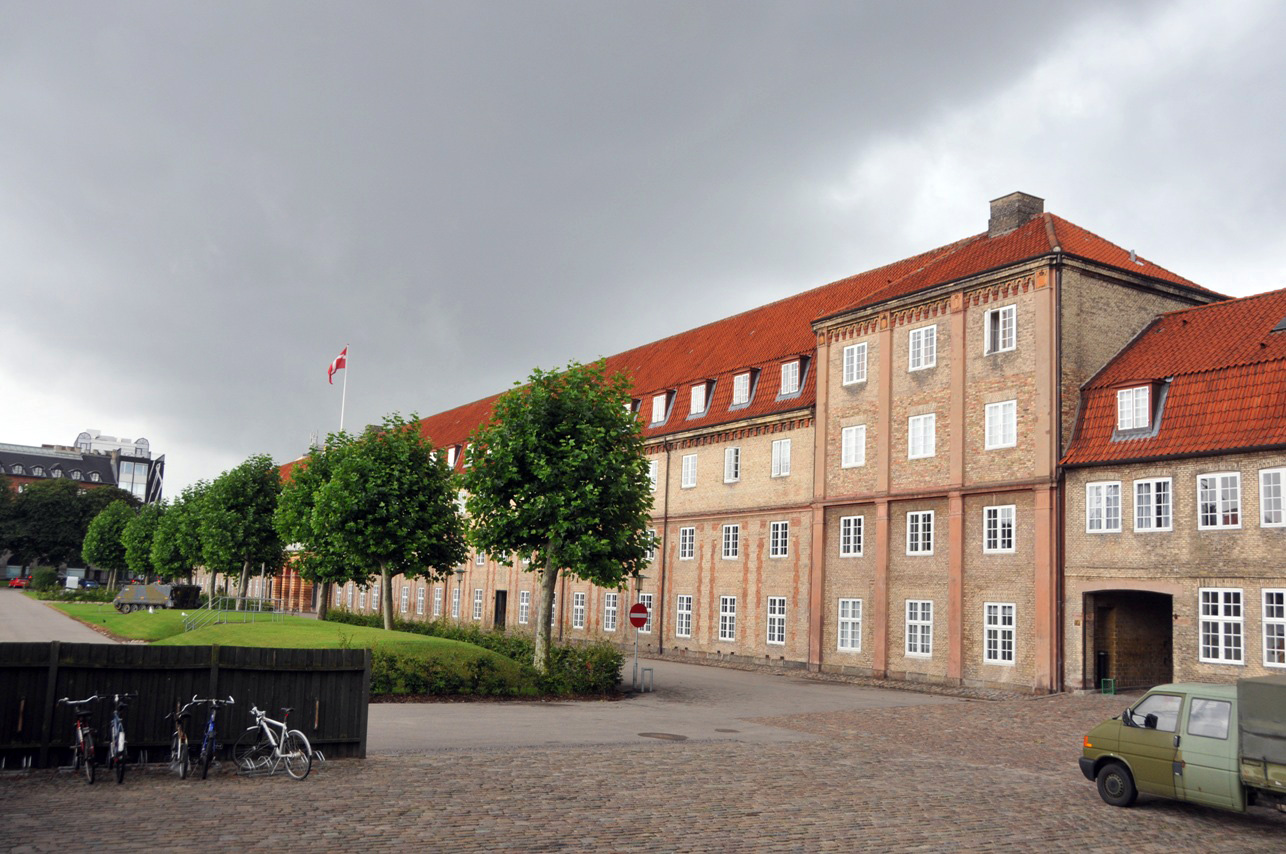
Cuartel de Rosenborg

El cuartel de Rosenborg está situado en la esquina de Gothersgade y Øster Voldgade y fue originalmente un pabellón y dos largos edificios conservatorios construidos por Lambert van Haven para Christian V. En 1709 se construyeron juntos para formar un gran complejo de invernaderos y en 1743 fue rediseñado en estilo barroco por Johan Cornelius Krieger. Entre 1885 y 1886, el oficial de ingenieros Ernst Peymann lo acondicionó para su uso por parte de la guardia Real. En 1985 se trasladó a unas nuevas instalaciones en Høvelte, entre Allerød y Birkerød, y desde entonces el cuartel de Rosenborg sólo alberga a los guardias de servicio en Copenhague.

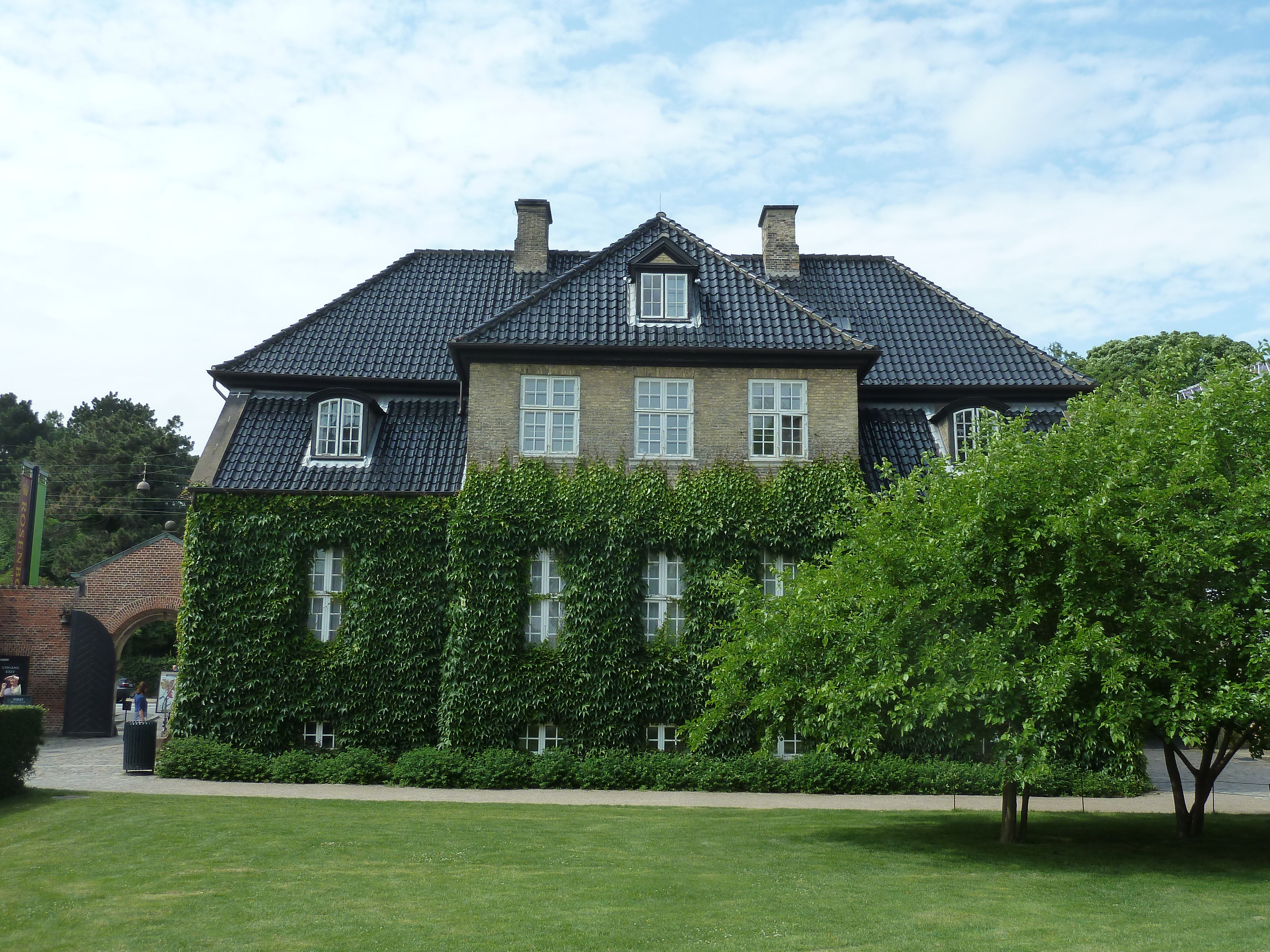
La casa del comandante en el jardín del castillo de Rosenborg (1763)

### Casa del comandante
La casa del Comandante está situada justo a la izquierda de la entrada principal del castillo de Rosenborg y da a una zona de césped. Se construyó entre 1760 y 1763 según los diseños de Jacob Fortling. En la actualidad, el edificio alberga exposiciones especiales. El edificio se utiliza hoy como espacio de exposiciones.

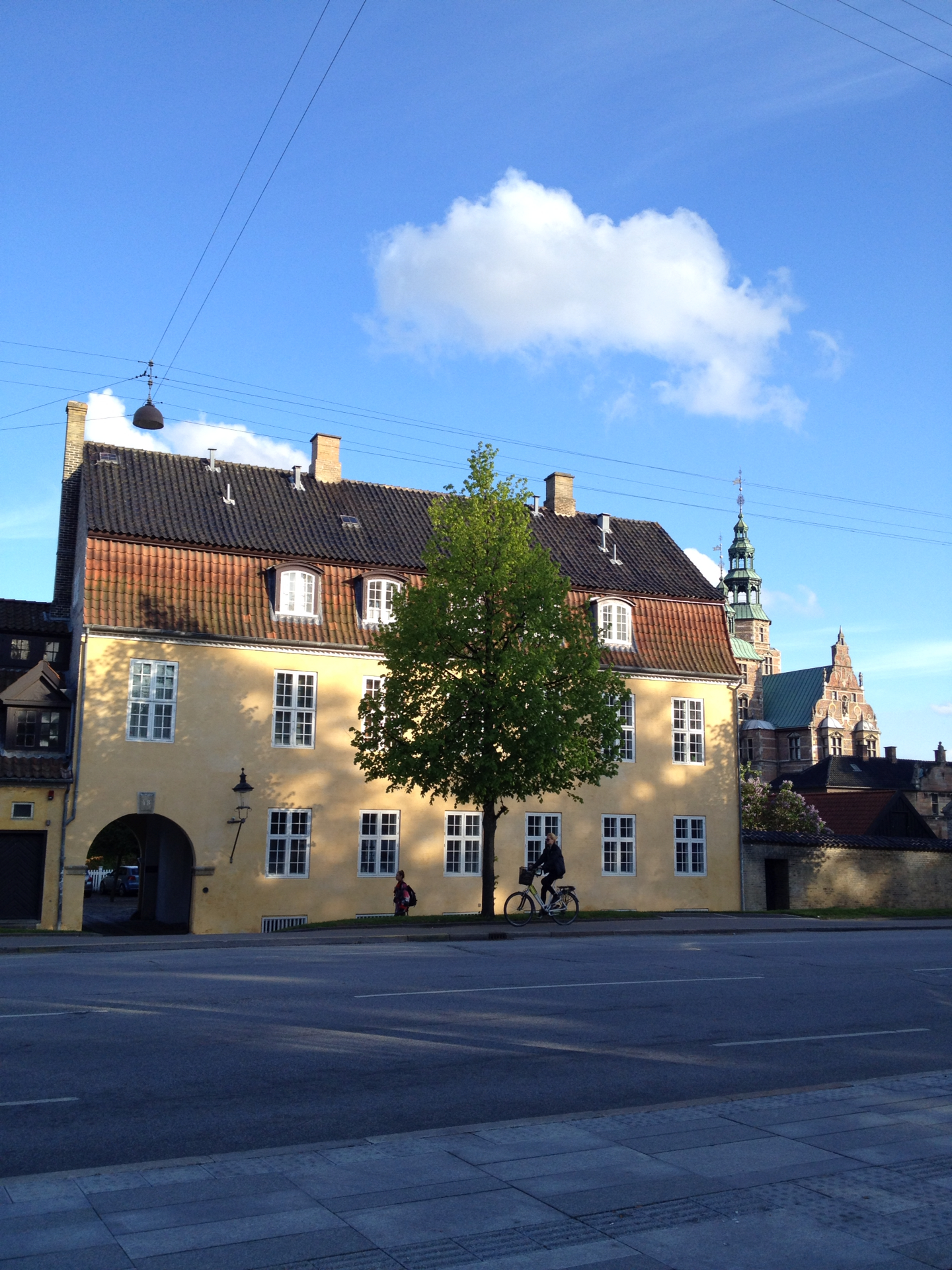
Slotsforvalterboligen

### Slotsforvalterboligen
Slotsforvalterboligen da a la calle Øster Voldgade. Fue construido en 1688 y ampliado con un piso más en 1777. La puerta da acceso al parque.
La casa de Gartner está anexa a Slotsforvalterboligen. Se construyó más o menos en la misma época

### Pabellón de Hércules

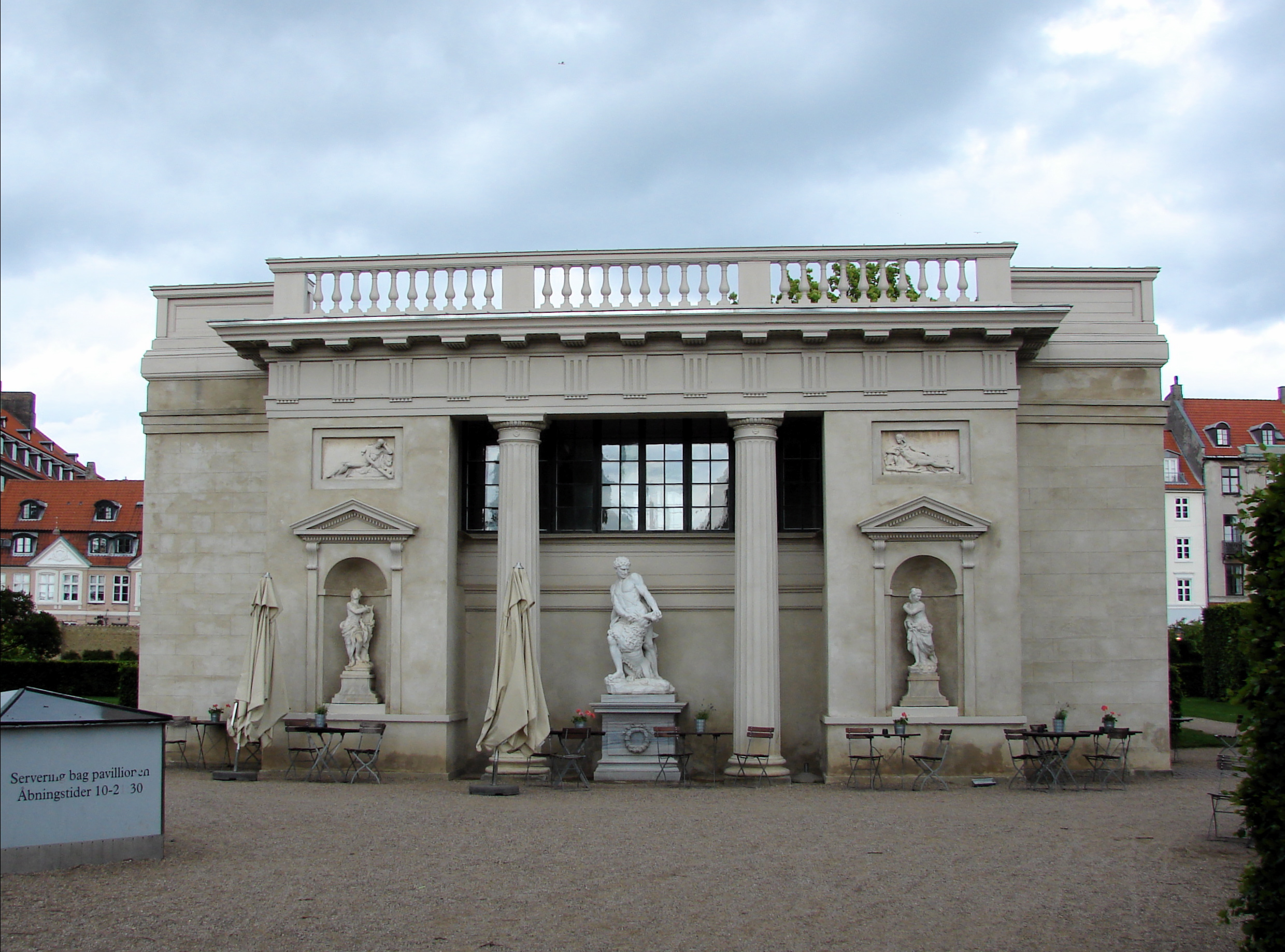
El pabellón de Hércules

El pabellón de Hércules se encuentra al final de Kavalergangen y toma su nombre de una estatua de Hércules situada en un profundo nicho entre dos columnas toscanas. Está flanqueada por dos nichos más pequeños con estatuas de Orfeo y Eurídice. Las tres estatuas fueron realizadas por el escultor italiano Giovanni Baratta y adquiridas por Federico IV durante su visita a Italia.

### Parrilla y pabellones de hierro forjado
A lo largo de la Kronprinsessegade y partes de la Gothersgade, el parque está cerrado por una reja de hierro forjado que incorpora 16 pequeños pabellones, que se abren al lado de la calle.
Tras el incendio de Copenhague de 1795 había una necesidad urgente de nuevas viviendas y el príncipe heredero Frederik puso la franja sur de su jardín a disposición de la construcción de una nueva calle que debía conectar Gothersgade con Sølvgade. Se llamó Kronprinsessegade ( Calle de la Princesa de la Corona) en honor a la Princesa de la Corona María Sofía. Pronto surgieron nuevos edificios residenciales a lo largo del lado sur de la calle, pero al mismo tiempo surgió la necesidad de construir una barrera hacia el jardín y el arquitecto municipal Peter Meyn recibió el encargo. Acababa de regresar de París, donde le había impresionado el Pont-Neuf, con su reja de hierro y sus numerosas pequeñas tiendas, y la vida callejera que lo rodeaba. Inspirándose en ello, diseñó la nueva reja a lo largo del parque con 14 pabellones de tiendas pequeñas que se terminaron en 1806. Los dos últimos pabellones, frente al Landemærket, no se construyeron hasta 1920. Antes de esa fecha, el solar estaba ocupado por dos edificios, Exercerhus y Rosenborg Brøndanstalt.
Los pabellones están construidos con un diseño neoclásico y tienen seis codos de ancho, seis de profundidad y seis de altura.
Entre las mercancías que se vendían desde los pabellones había pasteles y medias. Más tarde estuvieron a disposición de los arquitectos y artistas de la Academia de Artes Roydal como una especie de beca. En la actualidad, la agencia de Palacios y Propiedades los alquila por dos años con posibilidad de prórroga. Se exige un tiempo mínimo de apertura de 20 horas a la semana y el uso debe ser relevante para la historia del lugar y, al mismo tiempo, situarlo en un contexto contemporáneo.

## Arte público

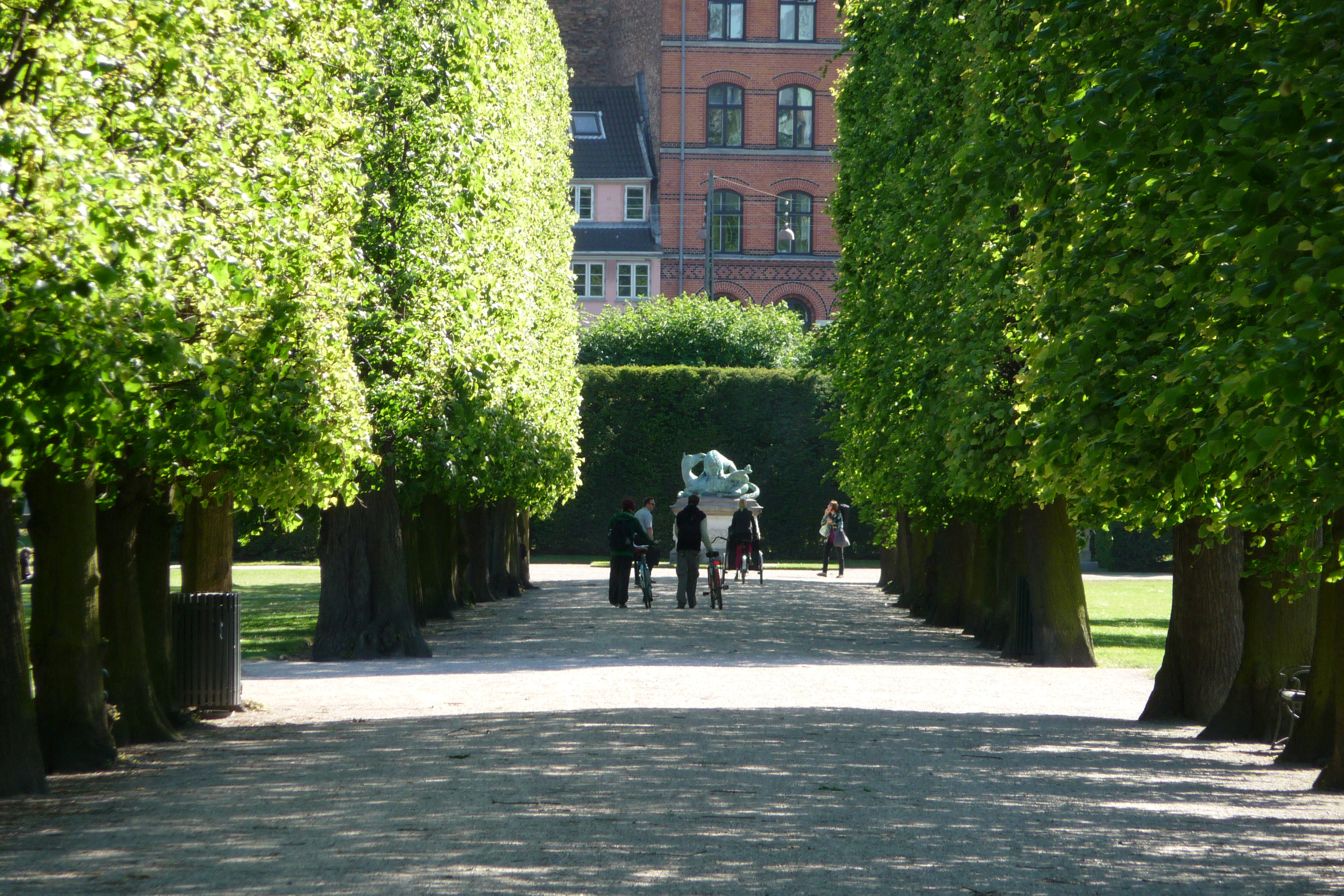
El caballo y el león

La escultura más antigua del jardín es El caballo y el león, encargada por Christian IV a Peter Husum en 1617 y terminada en 1625. Casi una copia de una antigua escultura de mármol de la colina del Capitolio en Roma, representa a un león con rostro humanoide que destroza a un caballo que acaba de derribar. El tema se asocia a una leyenda persa sobre la lucha entre la luz y la oscuridad. La estatua se colocó probablemente en el jardín tras su finalización, pero se trasladó temporalmente a Glückstadt en 1643 en relación con el matrimonio del príncipe Federico (III) con Sofía Amalia de Brunswick-Luneburgo en 1643, supuestamente como expresión del agravio del rey por el hecho de que su primo Jorge, duque de Brunswick-Luneburgo, no le ayudara en la batalla de Lutter en 1626, con el león representando el escudo de Dinamarca y el caballo el del Ducado. La estatua fue trasladada de nuevo al jardín del castillo de Rosenborg cuando Federico III subió al trono y ahora se encuentra en la parte sur del parque.
Se cree que las 17 bolas de mármol que rodean el césped de Matzen proceden de la Rotonda de Santa Ana, una iglesia monumental que se estaba construyendo en un lugar cercano pero que nunca se completó, y que están colocadas en el parque desde al menos 1783.
El niño sobre el cisne es una fuente que consiste en una escultura de bronce de 148 cm de altura de un pequeño niño montado en un cisne que rocía agua por el pico, que descansa sobre un zócalo de granito en el centro de una pila deprimida. La escultura de bronce fue creada por H.E. Freund y sustituyó a una figura de piedra arenisca con el mismo motivo que fue realizada por el escultor francés le Clerc y colocada en el jardín en 1738.
El monumento a Viggo Hørup fue diseñado por Jens Ferdinand Willumsen e instalado en 1907 por iniciativa del periódico Politiken, del que había sido cofundador en 1884. El monumento fue volado por los alemanes en 1945, poco antes del final de la Segunda Guerra Mundial, pero se hizo un nuevo molde después de la guerra. La cabeza de la estatua original se encuentra en exhibición en el Museo JF Willumsens.

## Galería de imágenes

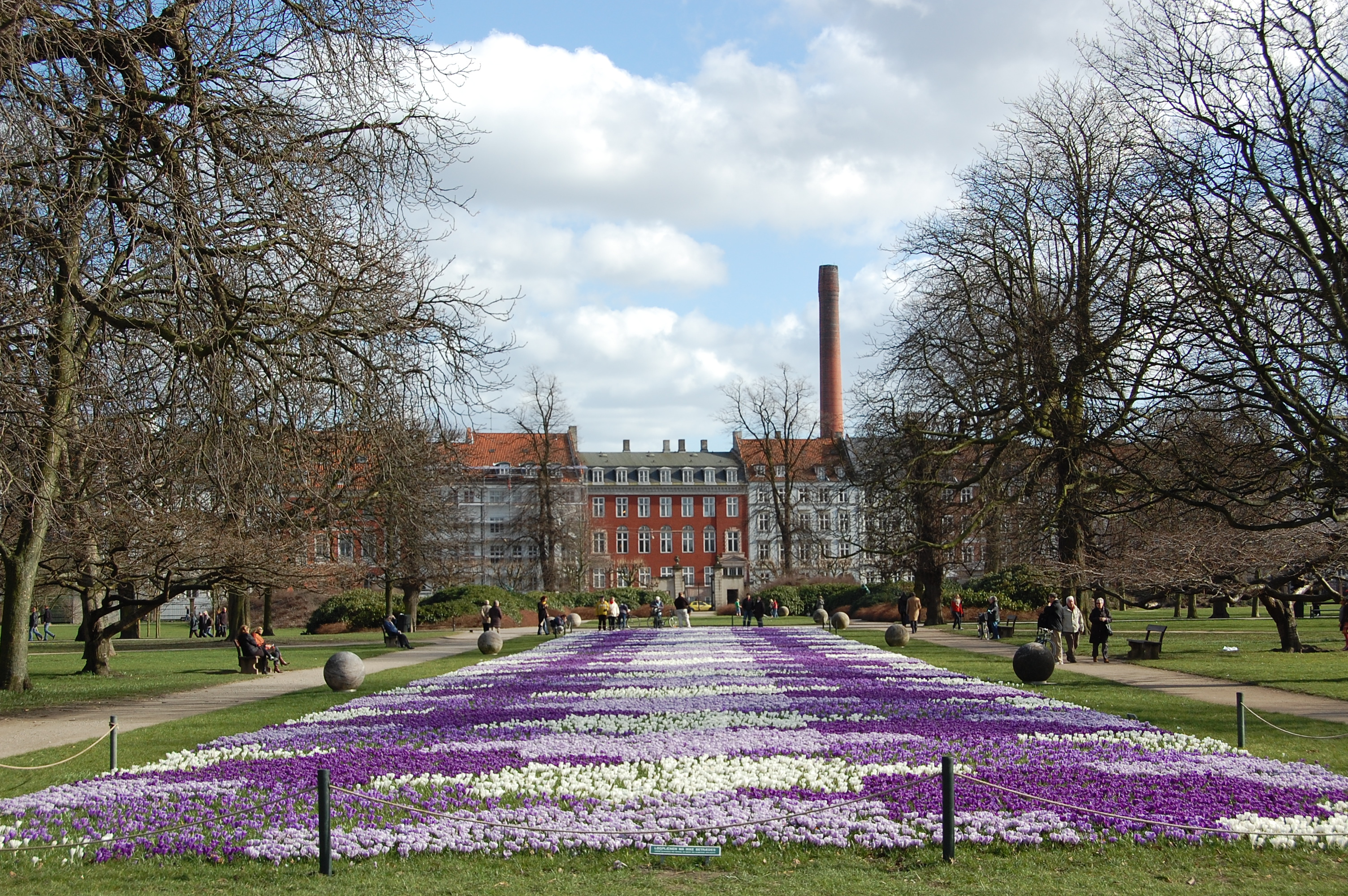
El césped con flores
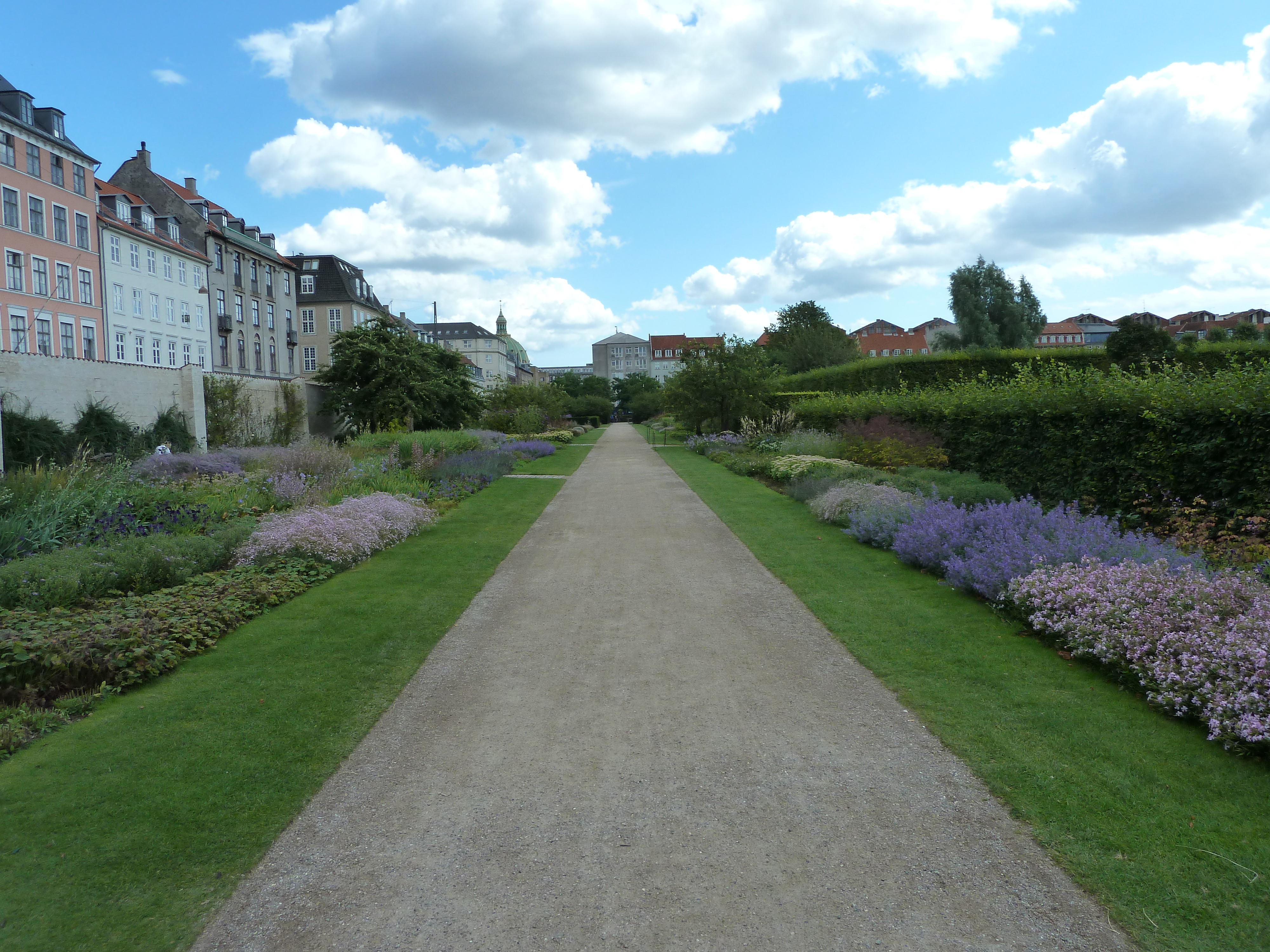
El jardín de plantas perennes a lo largo de Sølvgade
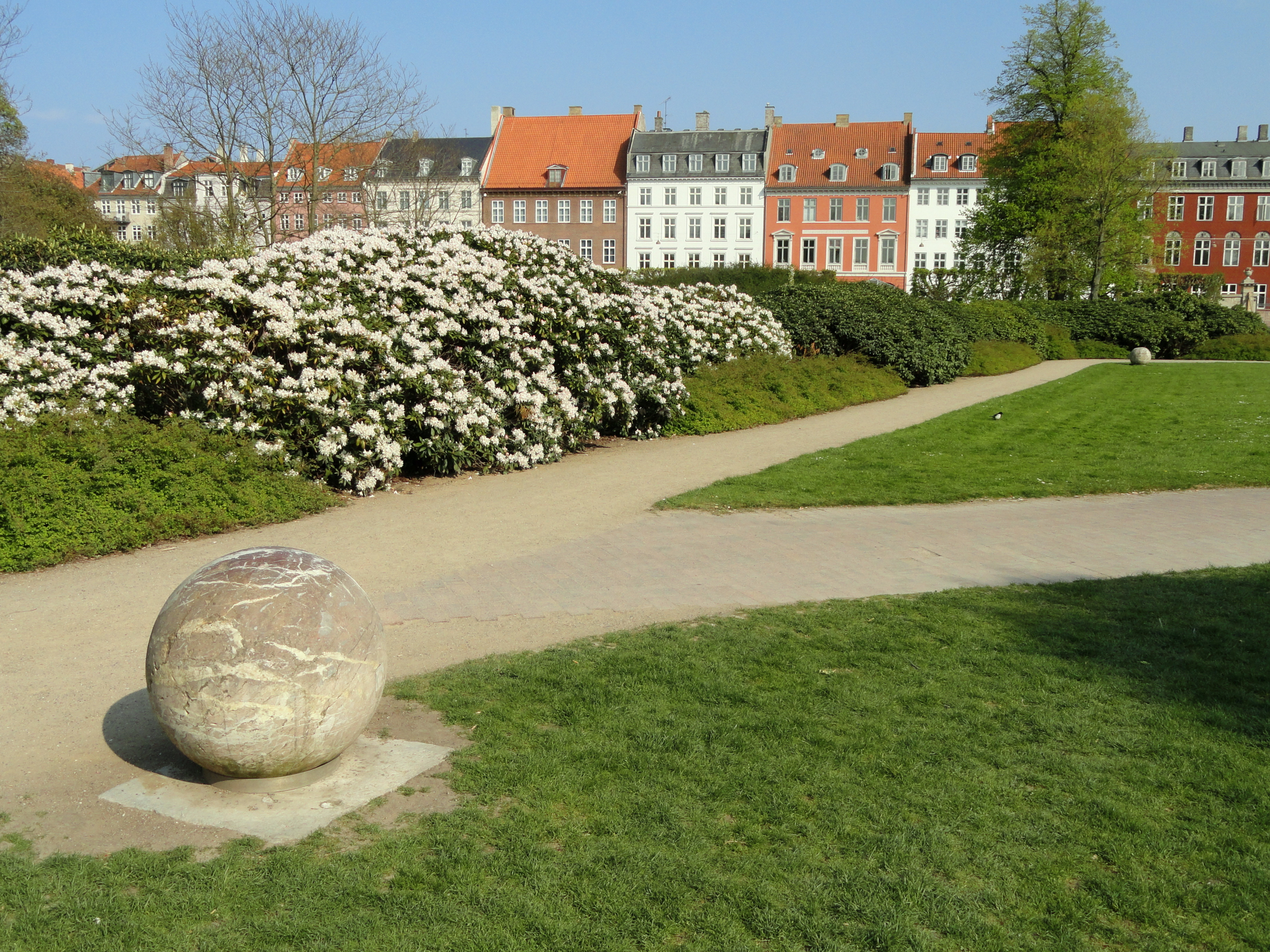
Rododendros florecientes en la parte sur del parque
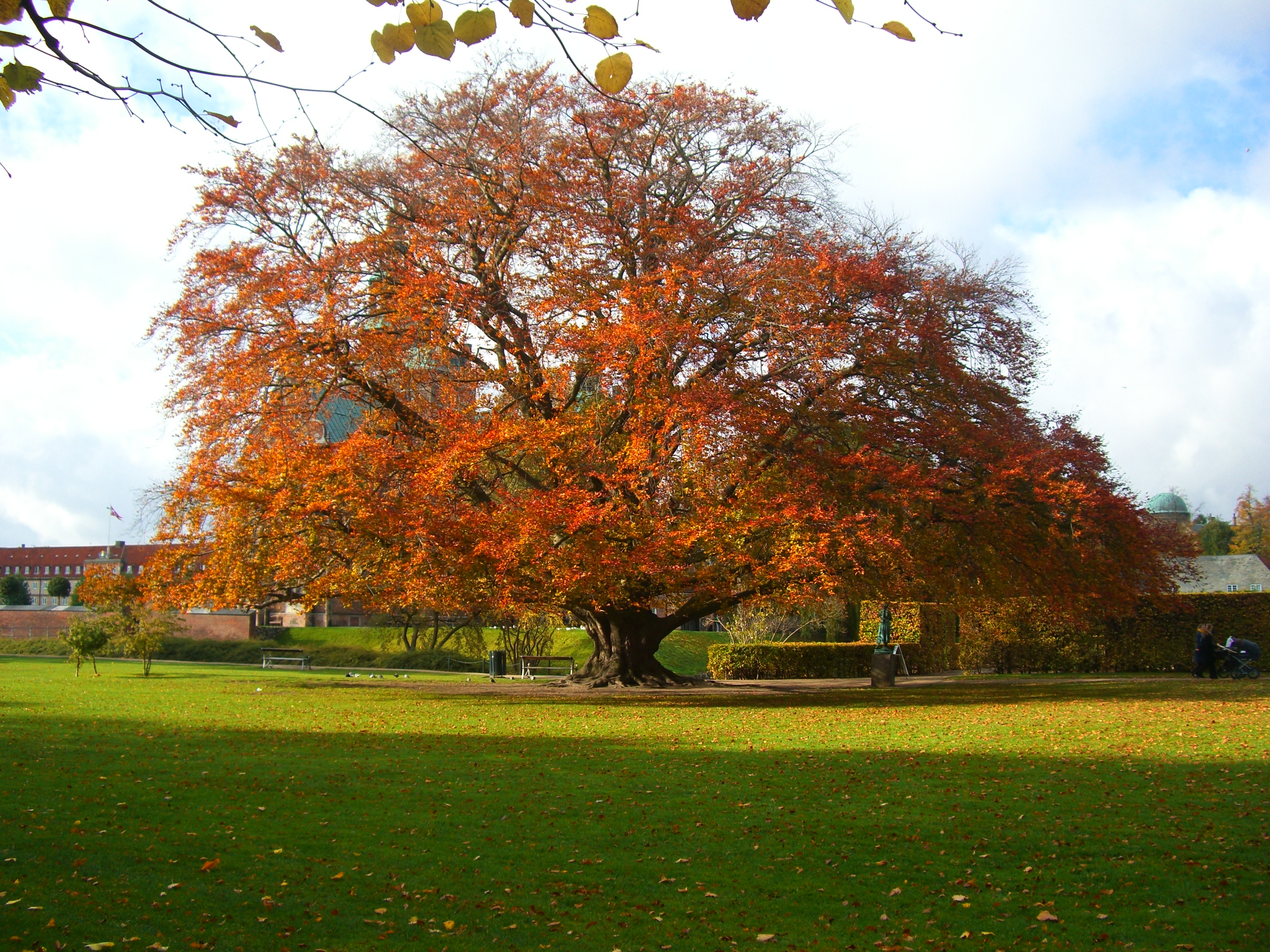
Árbol cerca del castillo
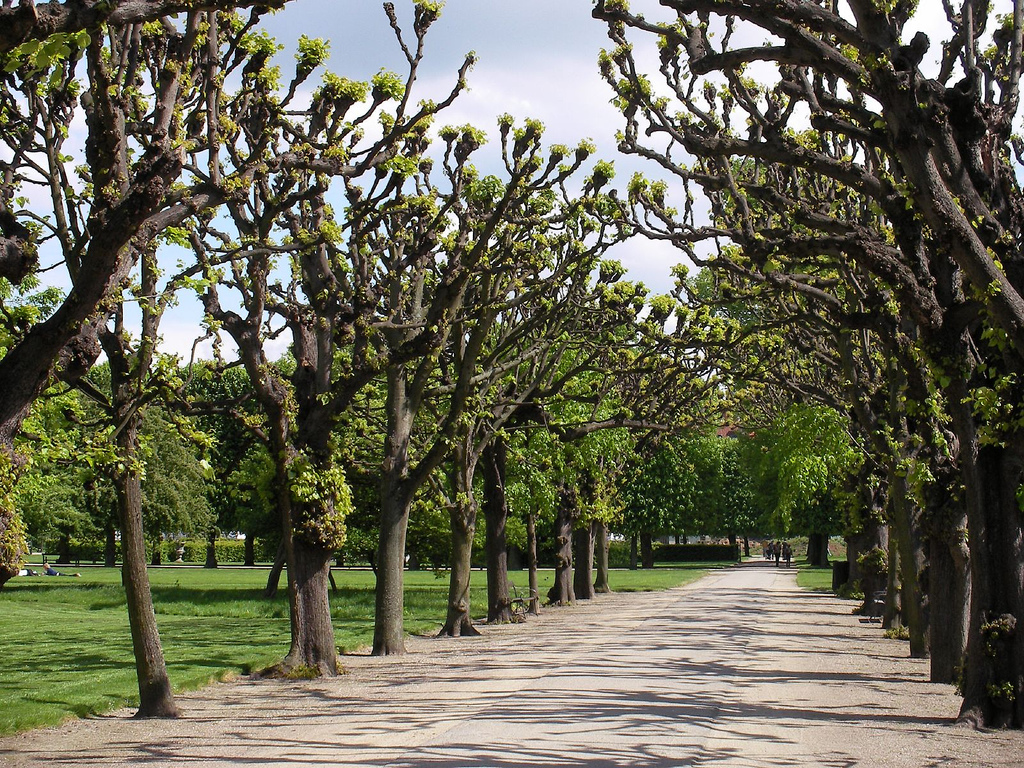
Un camino arbolado
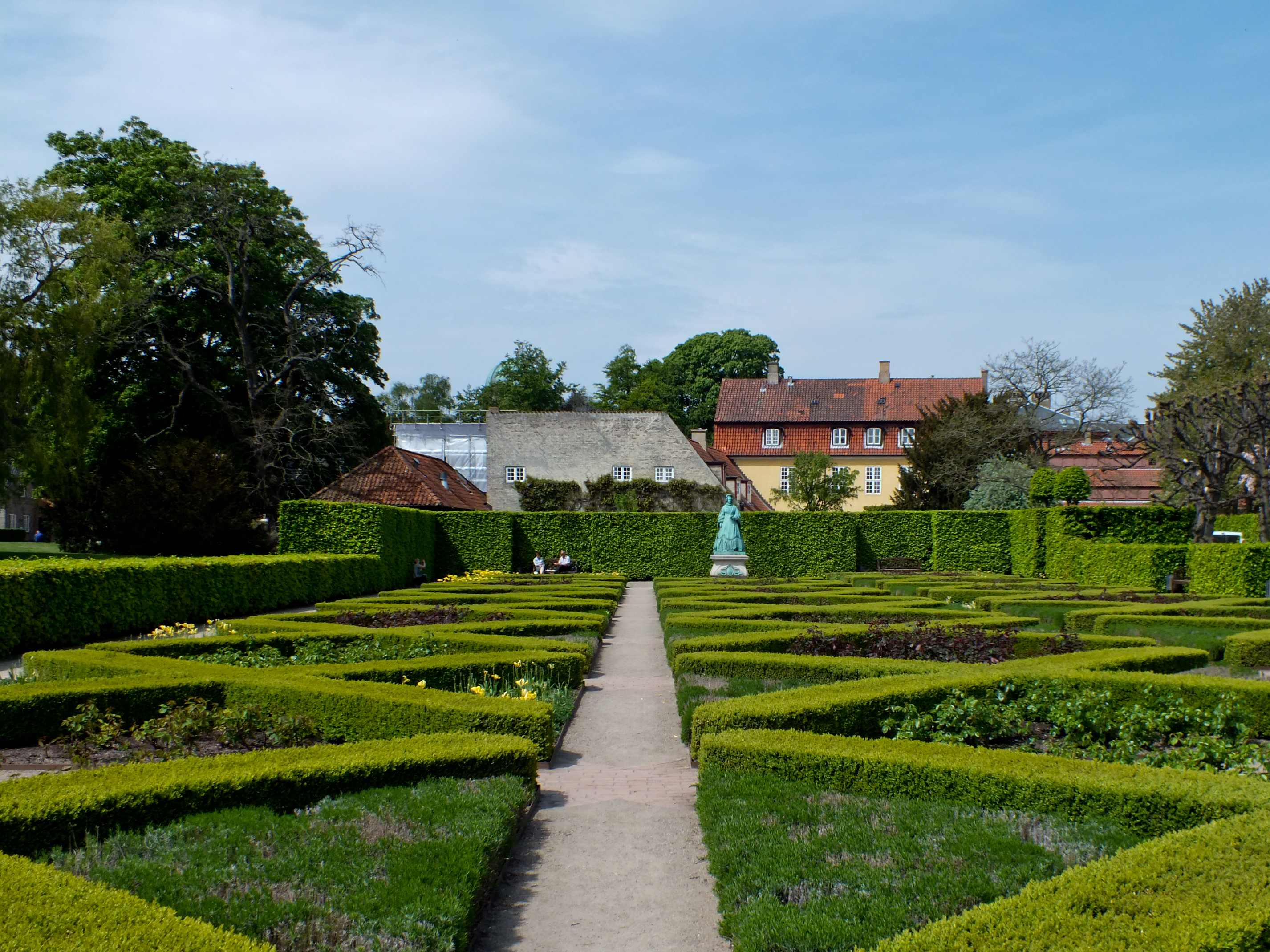
El jardín de rosas
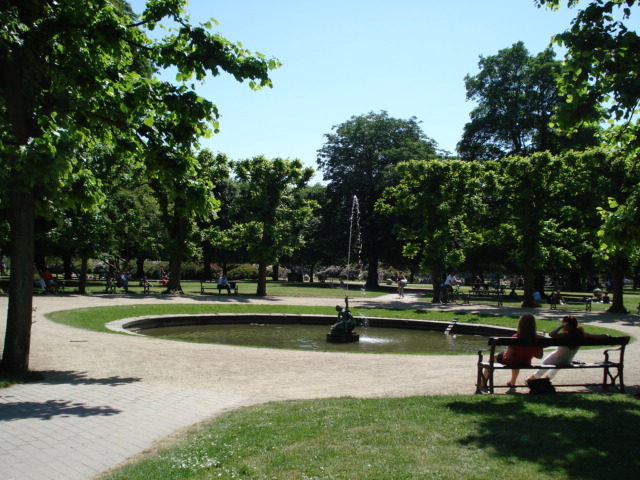
Fuente